# Afrikansk arkitektur
Afrikansk arkitektur är en blandning av traditionella stilar och stilar som introducerats av européerna. Religion har också haft en stark påverkan på afrikansk arkitektur. Afrikanska folkgrupper använder olika byggnadsstilar som återspeglar den egna unika kulturen och de egna miljöerna. 

## Utveckling

### Bakgrund
De flesta av Afrikas landsbygdsbefolkningar använder naturmaterial för sina byggnader. På grässlätter används vanligtvis gräs för att täcka väggar och tak. I skogbevuxna områden används såväl lövträ som bambu och raphia. Jord och lera är också vanliga byggnadsmaterial. 
I områden där det finns få naturresurser lever folk ofta som nomader. I stället för att bygga permanenta hem gör de husrum av grenar och/eller sätter upp bärbara tält gjord av djurskinn eller hårvävnader.

### Av sten och inom islam
Det äldsta exemplet av stenarkitektur i Afrika är pyramiderna i Egypten som byggdes för mer än 4500 år sedan. Söder om Sahara finns stenruiner av Stora Zimbabwe i dagens Zimbabwe.
Islam har haft en stor påverkan på afrikansk arkitektur sedan äldre tider. På 1000-talet fanns i Kumbi (huvudstad i kungadömet Ghana i dagens Mali) ett dussintal moskéer. I kungadömena Mali och Songhai introducerade muslimska byggare en ny typ av bostäder. Dessa bostäder hade platta tak och var två eller flera våningar höga. De byggdes av soltorkad tegellera eller av lera och sten. På 1500-talet hade den här metoden spridit sig över dagens Nigeria. Exempel på bevarade sådana byggnader finns i Kano, Sokoto och i andra nigerianska städer. Det mest magnifika exemplet på lerbyggnader är moskén i Djenné i Mali.
I östra Afrika kom islamiska influenser från Persiska viken och regionerna kring Röda havet. Dar es Salaam, Mombasa och andra städer längs kusten i Tanzania och i Kenya var för det mesta byggda av sten (av swahili- och arabisktalande köpmän). Men endast Lamuön i Kenya har bevarat sin karaktär som en swahilistad. Husen där är byggda av korallsten och har våningar av mangrovetak.

### Europeiska influenser
Före mitten av 1800-talet var det kristna inflytandet på afrikansk arkitektur nästan helt begränsad till Etiopien. Under 1200-talet fanns där sevärda kyrkor som höggs ut i underjordiska berg i staden Lalibela. Norra Etiopien har också många andra berghuggna kyrkor och grottkyrkor.
Europeiska arkitekter kom till södra Afrika under andra hälften av 1600-talet. Många stora offentliga byggnader, kyrkor och privata hem byggdes i holländsk stil. Några av dessa byggnader har distinkta gavlar. Holländsk-indisk byggnadsstil hade också en påverkan på holländsk arkitektur i Kapstaden. Många av de träsnitt som finns i byggnader i det gamla Kapstaden gjordes av malaysiska hantverkare som importerades som slavar från Indonesien. År 1806 tog den brittiska regeringen kontroll över Kapstaden. Den brittiska koloniala arkitekturen hade också påverkan på den lokala arkitekturen. Brittiska köpmän och administratörer var de som tog indisk byggnadsstil till Kapstaden. Många brittiskt byggda hus hade dekorativa tak av metall och smala kolonner. Liknade stilar kan fortfarande ses i Sydafrika.
Europeisk arkitektur gjorde också en påverkan vid städer längs kuster och i inlandet i andra delar av Afrika. Portugiserna byggde befästningar i europeisk stil vid den västra och sydvästra kusten. Fransmännen tog med sig boulevarder influerade från Paris till städer som Casablanca i Marocko, Dakar i Senegal och Kairo i Egypten. Tysk arkitektur kan ses i Kamerun, Togo, Namibia och i Tanzania.